# Serafino Cerva

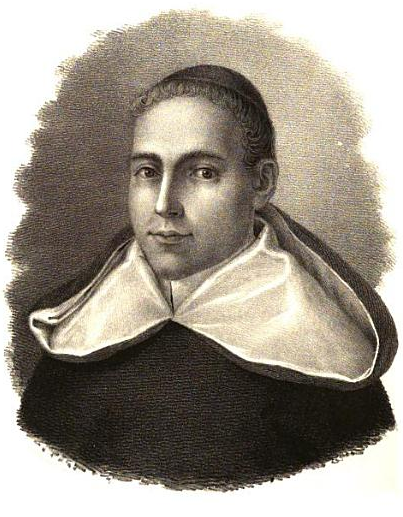
Serafino Cerva

Serafino Cerva (in latino Seraphinus Cerva; in croato Serafin Crijević; Ragusa, 1696 – Ragusa, 1759) è stato uno storico, religioso ed erudito dalmata.

## Vita e opere
Nato col nome di Agostino Francesco da Marino e Maria Bona, ancor giovinetto con l'abito domenicano assunse il nome di Serafino Maria. La sua era una nobile famiglia ragusea che illustrò nei secoli la Repubblica. Terminati gli studi a Venezia e tornato a Ragusa, si diede completamente alle ricerche storico-letterarie.
Raccolse una mole enorme di documenti riguardanti le cose patrie, con i quali formò un'opera in dodici volumi che intitolò Adversaria. Utilizzando questo materiale scrisse tre saggi in lingua latina: La Sacra Metropoli Ragusina, i Monumenti della Congregazione di S. Domenico a Ragusa, ma soprattutto la prima raccolta letteraria ragusea della storia - in quattro volumi - dal titolo Bibliotheca Ragusina, in qua Ragusi scriptores, eorum gesta et scripta recensetur, nota in seguito col titolo Vite degli uomini illustri Ragusei. In quest'ultima sono contenute 453 biografie di notabili ragusei.
Interessante fu anche la sua opera di traduttore: fra l'altro, voltò in italiano un commentario anonimo sulla vita della domenicana beata Osanna di Cattaro.